# Renato
Renato es un nombre propio de origen latino que significa Renacido, un nombre quizás originado en el mitraísmo al comienzo de la era cristiana en Roma (taurobolio criobolioque in aeternum renatus ) y más tarde entre los cristianos que se referirán al bautismo.

## Renata
En lugares de idiomas italiano, portugués y español existe en el género masculino y femenino:  Renato y Renata respectivamente. 
Así, Renata es un nombre femenino común en Polonia, República Checa, Croacia, Lituania y Eslovaquia. En Rusia, los nombres Renat (o "Rinat") y Renata están muy extendidos entre la población tártara.

## En otros idiomas
En francés ha sido traducido a René y Renée. La versión femenina Renate también es común en neerlandés y países de habla alemana.

## En diferentes religiones
El nombre tiene también un sentido espiritual en el cristianismo como es volver a nacer tras el bautismo. Fue ampliamente adoptado por los cristianos a principios de la antigua Roma, debido a la importancia del bautismo. La onomástica es:
- San Renato de Sorrento, obispo, celebrado el 6 de octubre;
- San Renato Goupil, celebrado el 29 de septiembre y 19 de octubre.

En el mitraísmo persa, que se extendió ampliamente en Occidente como una religión de soldados y oficiales bajo el Imperio Romano, los iniciados en sus misterios fueron designados Renatus (con el significado de regeneración).

## Personas
- Todas las páginas que comienzan por «Renato».

### Renatus
- Vegecio, Flavius Vegetius Renatus, escritor del imperio romano en el siglo IV.
- Renatus Profuturus Frigeridus, historiador (siglo V º).
- Renatus de Châlon (1519-1544), príncipe de la Casa de Orange, Barón de Breda, Estatúder de Holanda, Zelanda y Utrecht, Estatúder de Güeldres.
- Renatus Harris (ca. 1652-1724), Inglés maestro organero
- Renatus Descartes (1596-1650), también conocido como René Descartes, filósofo francés, matemático, científico y escritor.

### Variante: René
- René
- René I de Nápoles, también conocido como Renato de Anjou, Renato de Sicilia y Renato el Bueno.
- René II de Lorraine (Renato o René II de Lorena (Angers, 2 de mayo de 1451; † Fains, 10 de diciembre de 1508).

## Lugares
- (575) Renate, asteroide descubierto por Max Wolf.
- Renate, comuna en Lombardía, Italia.
- Stadio Renato Dall'Ara, estadio en Bolonia, Italia.
- Stadio Renato Curi, estadio de fútbol en Perugia, Italia.